# Shifter
Shifter (estilizado Sh/fter) é uma revista online portuguesa, parte dos novos media independentes, com foco em notícias e artigos de opinião sobre "tecnologia, ciência, marcas, web, cultura, música, ciência e entretenimento", direccionado a um público da geração do milénio. Foi considerado um "caso de sucesso" de empreendedorismo, e é financiado por meio a publicidade no site e pela comunidade de leitores que podem escolher doar mensalmente. Em 2017, teve uma campanha de financiamento coletivo bem sucedida, para redesenhar o site e criar uma aplicação móvel, tendo angariado 115% da quantia pretendida.
Inicialmente apenas disponível na internet, começou a publicação de uma revista em papel em Setembro de 2020, com periocidade trimestral, e preço de capa de 10€. O conteúdo da revista é original, não repetindo o que foi publicado online, a revista foi criada usando exclusivamente software livre.

## História
Fundada em 2013, por Mário Rui André e João Ribeiro, inicialmente com o nome "Hype", que teve de ser mudado para "Shifter" por potencial problemas de marca registada. A jornalista Carolina Franco é directora, João Ribeiro é CEO e editor. Fundada para noticiar "aquilo que [os editores] gostariam de ler noutro sítio",, a revista assume-se como colaborativa, livre e criativa. Tem colaborações regulares com outros média independentes, como as "Conversas impróprias" sobre o futuro do jornalismo que realiza em conjunto com o Gerador. Publica também o Podcast Reunião Editorial, e as Notas do Shifter, excusivo para mecenas.